# Abraham Cornejo
Abraham Juan Cornejo (Salta, 27 de julio de 1874 - 1 de diciembre de 1941) fue un político argentino, que ejerció como Gobernador de la Provincia de Salta entre 1916 y 1918, y nuevamente desde 1940 hasta su muerte en 1941.

## Biografía
Se recibió de abogado en la Universidad de Buenos Aires y ejerció durante varios años cargos electivos y judiciales en su provincia natal. Fue presidente del Superior Tribunal de Justicia durante los primeros años de la década de 1910.
Asumió el cargo de gobernador de la provincia de Salta el 20 de febrero de 1916, acompañado de Rafael M. Zuviría como ministro de gobierno, Manuel Ramón Alvarado como ministro de hacienda. Durante su mandato fueron senadores nacionales Luis Linares y Robustiano Patrón Costas.
Su programa de gobierno estaba enfocado hacia la extensión de la educación, la red vial de la provincia y la irrigación. Durante su gobernación se denunció con la ayuda de la policía provincial  se sometía a indígenas a trabajo semi esclavo en los ingenios provinciales durante el gobierno de Cornejo, a quien veían como genuino representante de la oligarquía salteña. Las primeras dos décadas del siglo XX se caracterizaron por un marcado empobrecimiento y estancamiento de la economía salteña.  Durante este periodo se registró una fuerte baja de las ventas de ganado y el comercio salteño con Perú, Bolivia y el litoral pacífico que se vio reducido a una sexta parte de comienzos de siglo idéntico panorama experimentaron los productores salteños de vinos y aguardientes que llevaron su producción a Chile o migraron a las ciudades. Paralelamente se vio una marcada concentración en la tierra, para 1918 casi el 93% del azúcar que se producía en Salta provenía de sólo 11 ingenios que pertenecían a siete familias, todas ellas ligadas al radicalismo provincial y al Partido Conservador.
Su misión fue estimular las industrias; anunció la intención de reformar la Ley Orgánica de Municipalidades y la Constitución provincial.
La Primera Guerra Mundial condicionó indirectamente la situación comercial y fiscal de la provincia, limitando las posibilidades de exportación de producciones primarias. Advertido del impacto de la crisis económica mundial y la repercusión en Salta, para el pago de la deuda pública buscó el recurso del impuesto al consumo.También se esforzó por paliar la evasión impositiva, logrando equilibrar la balanza de pagos del estado provincial. Logró hacer algunos avances en la organización judicial y estatal, creó una Estación Experimental de Vitivinicultura en Cafayate. Creó las primeras escuelas en los pueblos de La Viña e Iruya, y promovió la explotación petrolífera por la empresa estadounidense Standard Oil.
Durante su mandato creció la participación de la Unión Cívica Radical en la Legislatura, mientras el presidente Hipólito Yrigoyen acusaba a los gobiernos conservadores de haber accedido al poder por medio del fraude electoral. Finalmente, el 27 de abril de 1918 fue decretada la intervención federal de la provincia de Salta, argumentando 

que la división de los poderes del estado, que es esencial al sistema republicano, no existe, sino nominalmente y que la justicia es en general débil y morosa.

El interventor federal Emilio Giménez Zapiola asumió el gobierno el día 9 de mayo de ese año. Las "fuerzas vivas" de la provincia organizaron un banquete en honor al gobernador depuesto, en señal de que no acataban la intención de Yrigoyen de generalizar la aplicación de la Ley Sáenz Peña en la provincia; no obstante, el siguiente gobernador electo fue radical.